# Демир-Капія

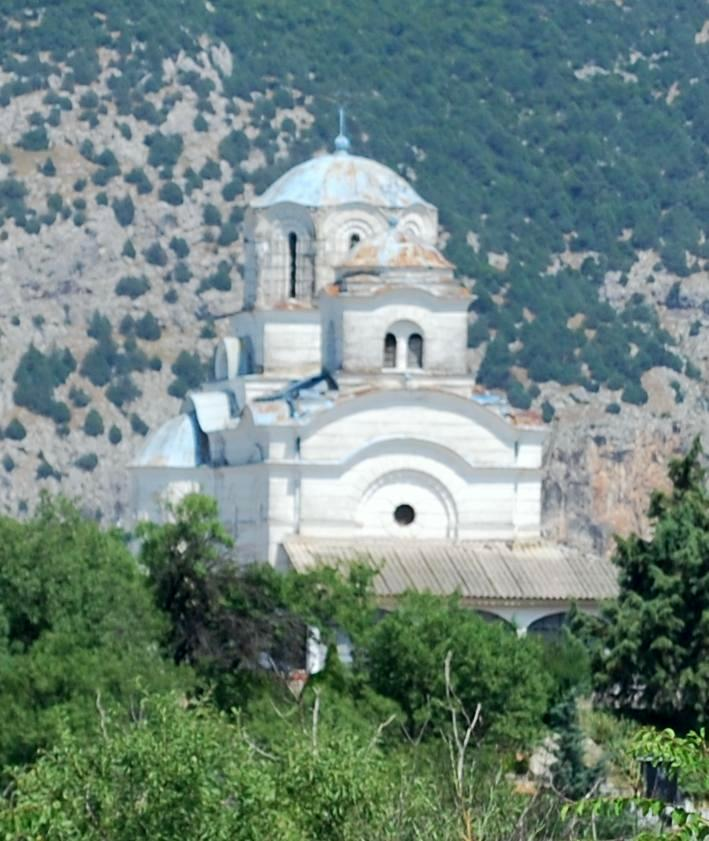
Церква Успіння Пресвятої Богородиці

Деми́р-Капія́ (мак. Демир Капија) — місто у Північній Македонії, адміністративний центр общини Демир-Капія Вардарського регіону.
Населення — 3275 осіб (перепис 2002) в 992 господарствах.
Місто було утворене з колишнього села Баня. Розташоване на лівому березі річки Вардар, у місці, де до неї праворуч впадає притока Бошава. Місто знаходиться на початку Залізних воріт, місці, де річка Вадар проробила собі вузький шлях крізь гірський хребет (див. mk:Демиркаписка клисура).